# Svinița
Svinița (serb. Svinjica / Свињица) – wieś w Rumunii, w okręgu Mehedinți, w gminie Svinița. W 2011 roku liczyła 925 mieszkańców.